# فاون
فاون (بالإنجليزية: Faun)‏ هي فرقة موسيقية ألمانية تأسست في 1998 وتتخصص في موسيقى قروسطية،أغانيهم تشمل عدة لغات منها الألمانية، الإنجليزية، اللاتينية، اليونانية ولغات الدول الأسكندنافية.

## وصلات خارجية
- فاون على موقع ميوزك برينز (الإنجليزية)
- فاون على موقع أول ميوزيك (الإنجليزية)
- فاون على موقع ديسكوغز (الإنجليزية)